# TempleOS
TempleOS (früher J Operating System, LoseThos und SparrowOS) ist ein leichtgewichtiges Betriebssystem (OS), das als der in der Bibel prophezeite Dritte Tempel konzipiert wurde. Es wurde von dem amerikanischen Programmierer Terry A. Davis entwickelt, der es im Laufe eines Jahrzehnts nach einer Reihe von manischen Episoden, die er später als Offenbarung Gottes bezeichnete, allein entwickelte.
Davis verkündete, dass die Eigenschaften des Systems, wie die Auflösung von 640 × 480, das 16-Farben-Display und der einstimmige Ton, nach ausdrücklichen Anweisungen von Gott entwickelt wurden.
Erstmals 2005 als J Operating System veröffentlicht, wurde TempleOS 2013 umbenannt und zuletzt 2018 aktualisiert.

## Hintergrund

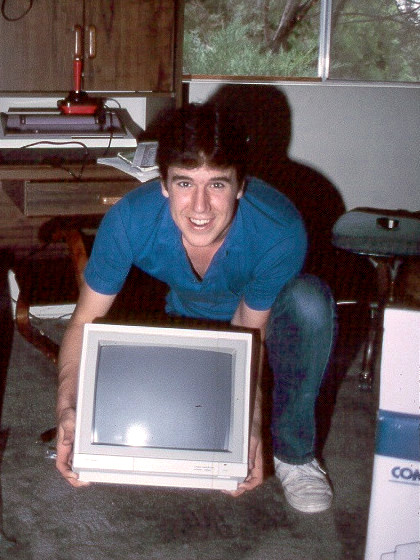
Terry A. Davis

Der Programmierer Terry A. Davis (1969–2018) erlebte ab 1996 regelmäßig manische Episoden, die ihn zu zahlreichen Aufenthalten in psychiatrischen Kliniken führten. Zunächst wurde bei ihm eine bipolare Störung diagnostiziert, später wurde er für schizophren erklärt. Einer der ersten Namen war „J Operating System“, bevor es in „LoseThos“ umbenannt wurde, eine Anspielung auf eine Szene aus dem Film Platoon von 1986. Davis schrieb, dass LoseThos „in erster Linie für die Entwicklung von Videospielen gedacht ist. Es hat keine Netzwerk- oder Internetunterstützung. Soweit es mich betrifft, wäre das eine Neuerfindung des Rades“. Ein anderer Name, den er verwendete, war „SparrowOS“, bevor er sich für „TempleOS“ entschied. Davis starb, nachdem er am 11. August 2018 von einem Zug erfasst worden war.

## System-Übersicht
TempleOS ist ein 64-Bit, nicht-präemptives Multi-Tasking, Multi-Core, Public Domain, Open Source, Ring-0-only, Einzel-Adressraum, nicht-vernetztes PC-Betriebssystem für die Freizeitprogrammierung. Das Betriebssystem läuft in 8-Bit-ASCII mit Grafiken im Quellcode und verfügt über eine 2D- und 3D-Grafikbibliothek, die mit 640 × 480 VGA und 16 Farben läuft. Es verfügt über Mausunterstützung. Es unterstützt ISO 9660, FAT32 und das RedSea-Dateisystem (letzteres von Davis entwickelt) mit Unterstützung für Dateikompression. Davis zufolge sollte die von Gott vorgegebene begrenzte Auflösung es Kindern erleichtern, Illustrationen für diesen zu zeichnen.
TempleOS wurde in einer Programmiersprache geschrieben, die von Davis als Mittelweg zwischen C und C++ entwickelt wurde und ursprünglich „C+“ (C Plus) hieß, später in „Holy C“ umbenannt wurde. Für die Sprache enthielt es auch einen Compiler.
Weiter enthielt es einen eigens entwickelten Flugsimulator und das Spiel „After Egypt“, in dem der Spieler zu einem brennenden Busch reist, um eine „Hochgeschwindigkeits-Stoppuhr“ zu benutzen. Die Stoppuhr soll als Orakel fungieren, das pseudozufälligen Text generiert, was Davis mit einem Ouija-Brett verglich.

## Kritische Rezeption
TempleOS erhielt überwiegend „wohlwollende“ Kritiken. Der Technikjournalist David Cassel meinte, dass „Programmier-Websites versuchten, die nötige Geduld und das Verständnis aufzubringen, um Davis unterzubringen“. TechRepublic und OSNews veröffentlichten positive Artikel über Davis’ Arbeit, obwohl Davis wegen feindseliger Kommentare gegenüber den Lesern und Mitarbeitern von OSNews ausgeschlossen wurde.
In seiner Rezension für TechRepublic kam James Sanders zu dem Schluss, dass „TempleOS ein Zeugnis für die Hingabe und Leidenschaft eines Mannes ist, der seine technologischen Fähigkeiten zur Schau stellt. Mehr braucht es nicht zu sein.“ OSNews-Redakteur Kroc Camen schrieb, dass das Betriebssystem „zeigt, dass Computer noch immer ein Hobby sein können; warum ist heutzutage jeder so ernst? Wenn ich ein Betriebssystem programmieren will, das interpretative Tänze als Eingabemethode verwendet, dann sollte ich das tun dürfen, verdammt seien Unternehmen wie Apple“.

## Vermächtnis
Nach Davis’ Tod schrieb OSNews-Redakteur Thom Holwerda: „Davis war eindeutig ein begnadeter Programmierer – ein ganzes Betriebssystem zu schreiben ist keine Kleinigkeit – und es war traurig zu sehen, dass er von seiner Geisteskrankheit betroffen war.“

## Forks
- ZealOS – das Zeal Operating System ist ein modernisierter Fork des TempleOS[8]
- TinkerOS[9]
- Shrine[10]